# Acacia cochlearis
Acacia cochlearis là một loài thực vật có hoa trong họ Đậu. Loài này được (Labill.) Wendl. miêu tả khoa học đầu tiên.